# 자유주의 인터내셔널

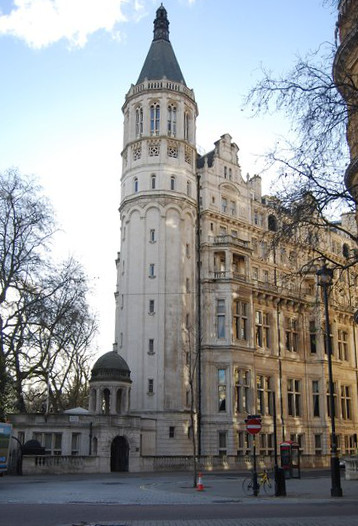

자유주의 인터내셔널은 1947년에 창설된 자유주의 정당들의 국제 연맹체이다.
독일 자유민주당, 태국 민주당 같은 중도우파부터 영국 자유민주당, 대만 민주진보당 같은 중도좌파까지 스펙트럼이 다양하다.

## 같이 보기
- 나라별 자유주의
- 자유주의
- 유럽 민주당